# 二十四諸天
二十四諸天（にじゅうよんしょてん、中国語：二十四诸天）とは、中国における仏教の護法善神の事である。二十四諸天は二十八部衆に似ている。ただし、二十四諸天の場合は北極紫微大帝といった道教の神も含むのが二十八部衆との違いである。なお、中国には二十諸天も存在する。この場合緊那羅、東岳大帝、紫微大帝（北極紫微大帝）、雷神を除く二十尊の仏教の仏となる。